# 유동균 (배우)

유동균(兪東均, 1992년 5월 2일~)은 대한민국의 배우이자 모델이다. 지난날의 예명은 칸(Khan)이었다.
1997년 CF 광고 모델 첫 데뷔하였다.

## 출연작

### TV 드라마
- 2002년 EBS 《TV로 보는 원작동화》

### 경력
- 1998년 재능방송 스스로국어 1단계
- 1999년 대교방송 튼튼왕국 튼튼어린이
- 1999년 EBS 딩동댕 유치원
- 2000년 기독교방송 학습영어
- 2000년 EBS 즐거운 생활 야호! 짱아랑 번개랑
- 2000년 EBS 초동 3학년 방학생활
- 2001년 KBS 동화나라 꿈동산
- 2001년 KBS 미디어 둘리와 함께
- 2001년 KBS 어린이 뉴스탐험
- 2001년 EBS 요리조리 팡팡
- 2002년 EBS TV로 보는 원작동화
- 2001년 카프리 선, 농협 CF
- 영화 2013년 충무로 단편 영화제 수면 위
- 아역배우 출신이다.

### 영화
- 2015년 《인연》
- 2018년 《천사의 시간》
- 2018년 《열대야》
- 2021년 《드림메이커》